# مقاطعة ديفايد (داكوتا الشمالية)
ديفايد (بالإنجليزية: Divide)‏ هي إحدى مقاطعات ولاية داكوتا الشمالية في الولايات المتحدة الأمريكية.